# El proceso
El proceso (título original alemán: Der Prozess) es una novela inacabada de Franz Kafka, publicada de manera póstuma en 1925 por Max Brod, basándose en el manuscrito inconcluso de Kafka, escrito entre 1914 y 1915.
En el relato, Josef K. es arrestado una mañana por una razón que desconoce. Desde este momento, el protagonista se adentra en una pesadilla para defenderse de algo que nunca se sabe qué es y con argumentos aún menos concretos, tan solo para encontrar, una y otra vez, que las más altas instancias a las que pretende apelar no son sino las más humildes y limitadas, creándose así un clima de inaccesibilidad a la 'justicia' y a la 'ley'.
De la novela procede un famoso relato kafkiano, Ante la ley, devenida en la esencia de la 'pesadilla kafkiana'. En él un hombre llegado de lejos pretende cruzar la puerta de la Ley, pero un Guardián se lo impide durante años. En el final, cuando el hombre agoniza, el guardián le grita: "Ninguna otra persona podía haber recibido permiso para entrar por esta puerta, pues esta entrada estaba reservada sólo para ti. Ahora me voy y cierro la puerta".

## Argumento
El famoso inicio del relato reza "Alguien debió de haber calumniado a Josef K., porque sin haber hecho nada malo, una mañana fue detenido". Un par de funcionarios detienen al gerente bancario Josef K., limitándose a decirle que se encuentra procesado. Desde ese momento Josef K. es sujeto de un asfixiante procedimiento judicial que poco a poco se apodera de su vida; es interrogado en infectas dependencias de tribunales decadentes, instalados en buhardillas de la periferia; es espectador de extrañas situaciones relacionadas con los burócratas que le rodean y conoce a personajes que parecen querer ayudarle, pero son tan impotentes como él frente a las muchas instancias y niveles del poder judicial. Todos, como señala Titorelli el pintor, son parte del tribunal. Lo más desesperante que encuentra el enjuiciado K. es que no sabe siquiera qué tribunal le está acusando. Descubre que, quien trata de procesarlo, es una especie de tribunal alternativo al de la ciudad, mucho más complejo y con una línea de poder que él no puede visualizar. No es capaz de defenderse porque no puede enfrentar cara a cara al juez que le llama a cuentas, ya que este llamado solo llega a K. a través de interminables mensajeros, los cuales le dan distintas actualizaciones sobre el desarrollo de su proceso.
Un tío de Josef llega del campo a ayudarlo, puesto que la noticia del proceso en su contra se expande rápidamente. Lo lleva con un "abogado de los pobres" viejo amigo del tío, quien asumirá su defensa a pesar de que la enfermedad lo mantiene en cama. Es un hombre bien relacionado y de posición que le explica el funcionamiento del poder, y las pocas posibilidades de intervenir que tienen los acusados y sus defensores. En la desesperación de K., producida por el nulo avance observable en la defensa, decide hacerse cargo por sí mismo de su proceso, que valga decirlo, cada día lo consume más; en ese escenario recurre a un paupérrimo pintor que se dedica a retratar a los jueces, quien le indica que puede serle de gran ayuda, si bien no para obtener una sentencia positiva, al menos para aplazar o suspender el proceso. Finalmente, K. termina por confusas circunstancias conversando con un sacerdote, capellán de la cárcel, que le relata la famosa historia del hombre ante la ley. Luego de discutir la leyenda por un tiempo prolongado, K. se da por vencido en su intento de entenderla y se dispone a abandonar el lugar. El sacerdote le permite retirarse, pero no sin antes advertirle: "La justicia nada quiere de ti. Te toma cuando vienes y te deja cuando te marchas".
Una noche antes de su trigésimo cumpleaños, dos guardias vienen a por él. Sin decirle nada, le acompañan hasta las afueras de la ciudad donde, a pesar de un leve brillo de esperanza, terminan por ejecutar su condena. Josef K. en sus últimos momentos solo desea aligerar la misión de sus captores y poner fin al proceso, asumiendo de algún modo como cierta una culpa desconocida.

## Personajes

### Josef K.
Josef K. es un oficinista bancario con una pujante carrera en un importante banco de la ciudad. Su padre falleció y su madre recibe brevísimas referencias en el libro, sobre todo en uno de los capítulos incompletos que no forman parte de la edición de Max Brod. El resto de sus relaciones humanas se limitan a un tío que fue su tutor años atrás, una sobrina bondadosa pero ausente, su dependienta en la pensión en la que vive, sus vecinas en dicha pensión, y los personajes del banco; el director, el subdirector (que es su contrincante profesional), y una serie de funcionarios menores. Participa además de unas tertulias intelectuales en las que conoce al único amigo al que se refiere la obra, también en un capítulo inconcluso, un cuestionable fiscal. Visita, finalmente, a una mesera y prostituta omnipresente en la novela de nombre Elsa. A lo largo de la novela conoce a una serie de personajes que sobre todo pretenden ayudarlo inútilmente. La vida de K. refleja la vida del hombre moderno, solitaria, competitiva y superflua; el proceso se introduce en su cotidianidad desgarrando su rutina y convirtiéndolo en un hombre entregado de pleno a la angustia de hacerse parte poco a poco del tribunal y su hermética maquinaria burocrática.
El nombre Josef probablemente proviene del Emperador Francisco José I, y K. como parece obvio, es una inicial tras la cual el propio Kafka, al referirse a sí mismo tanto en diarios de vida como en manuscritos, escondía su propio apellido (Los nombres propios, señalaba el autor, le resultaban confusos).

### El subdirector
Superior y rival de K. en el Banco; es un hombre mayor que ve amenazada su posición frente a Josef. Aparece como el ideal de éxito de la modernidad dentro de la sociedad alemana de la época, y funciona en el relato como contrapunto a la decadencia de K., aprovechándose de su desmedrada situación psicológica. A diferencia del tribunal y sus funcionarios, el subdirector, personaje anónimo y desagradable, es una suerte de antagonista de K.

### Fräulein Elsa
Mesera prostituta que K. visita recurrentemente. En el libro tiene una presencia constante, si bien en la edición de Brod nunca es visitada por K. quien únicamente la recuerda o menciona en relación con otros personajes, con el fin de establecer una suerte de superioridad o pertenencia.

### Fräulein Bürstner
Vecina de K. en la pensión donde vive; entre ambos, gracias a la detención de Josef, que invadió en la habitación de la señorita, se desarrolla un breve y superficial romance de una noche, del cual K. trata de asirse en su decadencia. La señorita Bürstner parece tener una vida ligeramente licenciosa y la situación vivida con K. no hace más que incomodarla. Hacia el final de la novela reaparece como presencia, resolviéndose como señal de la aceptación de la culpa, o la deserción a la esperanza de escape del protagonista.

### Tío Albert K.
El impetuoso tío de K. venido del campo. Es el vínculo de K. con su familia, y alguna vez fue su tutor. En su visita se desarrolla la tensión familiar del protagonista, que se mueve entre el respeto y la repugnancia. El tío es quien consigue que finalmente K. se haga cargo de su proceso y asuma un rol activo en él, contratando a Huld como abogado y aconsejándole severamente en cuanto a su conducta frente a los diferentes personajes que circundan el tribunal, con quienes insiste que debe tenerse un enorme respeto.

### Erna
Hija del tío Karl, prima de K. Es un personaje que no actúa directamente en la novela, pero sí aparece mencionada por su padre, a quien ha escrito una carta informándole del proceso contra K.  

### Abogado Huld
Un viejo conocido del tío de Josef K. a quien este recurre para socorrer a su sobrino. Se encuentra enfermo, pero eso no le impide mantenerse activo gracias a sus vínculos con el tribunal. Se le caracteriza como un hombre muy bien posicionado dentro las posibilidades del hombre común, además de exitoso económicamente, reconocido entre sus pares y de buen corazón, dado que se le conoce como "abogado de los pobres". Desde ese punto de vista, representa quizás lo mejor de su profesión (salvo por los grandes abogados a los que nadie puede tener acceso) y a pesar de ello es un déspota con otros de sus clientes. 
Huld es una suerte de primer guía dentro de la mecánica del poder judicial, que ilustrará al protagonista acerca de cómo asumir su posición frente al tribunal. Durante gran parte del libro, mientras tiene la defensa de K., redacta un supuesto documento de defensa que nunca eleva ante el juzgado, y ejecuta una serie de actos desconocidos en ayuda de Josef, quien, ante los nulos avances, decide despedirlo.

### Rudi Block
Block es un comerciante también acusado y cliente de Huld. Su caso lleva cinco años. Él no es ya más que una sombra del próspero hombre que una vez fue, y se pasa los días entre las salas de espera y una diminuta habitación en la casa de Huld, donde espera ser llamado para conocer los progresos de su defensa. Todo su tiempo, energía y recursos están ahora dedicados a su caso. A pesar de que ha contratado aparte a un grupo de abogados de poca monta, y prácticamente vive en las dependencias del tribunal, no ve ningún avance, y se encuentra completamente subordinado a Huld y en general al proceso, como todo acusado.
Huld le cuenta su experiencia a K. y con ello le ilustra finalmente cuál será su destino si el desarrollo de los hechos sigue el curso habitual. Además, relata la forma de vida de los tribunales, mostrando el desarrollo de un folclore entre acusados, lleno de símbolos y fetiches que distan del inalcanzable pero absoluto y coherente sistema de engranajes del poder judicial.

### Frau Grubach
Propietaria de las unidades de alojamiento de la casa en la que vive K. estima mucho al protagonista, puesto que lo admira como un joven bien posicionado y ascensionista social, probablemente el mejor de sus alojados.

### Leni
La enfermera de Herr Huld; se enamora de Josef K. como se enamora de todo acusado que llega a la casa de su patrón, puesto que la situación de procesado le resulta irresistible. El Abogado considera una tesis al respecto, de que la situación de los acusados hace aparecer en ellos la belleza. Será la amante de K y su informante y le muestra sus "partes palmeadas" (referencia al motivo de la mano presente en todo el libro).

### Titorelli
Pintor de la corte, cargo hereditario propio de iniciados, que consiste en mantener un estándar entre los "jueces del pasado" y los actuales jueces, quienes necesariamente quieren ser pintados como sus antecesores. Se ofrece a ayudar a K mediante su contacto personal con los jueces, mediando a través de cartas y firmas para aplazar o suspender el procedimiento. Está convencido de que la corte nunca puede ser influenciada por otros o ser disuadida de que encuentre culpable a un acusado y por ello, insiste en que solamente puede ayudar a K. si este es inocente. En el apuro, consigue venderle tres cuadros idénticamente lúgubres a Josef.
Vive en una buhardilla inmunda rodeado de pérfidas niñas que lo acosan; esta habitación, por supuesto, es suministrada por el tribunal y forma materialmente parte del edificio, conectándose por una puerta con uno de los pasillos de la casa de justicia.

## Miscelánea
El proceso forma parte de la columna vertebral de la literatura moderna, contemporáneo de Ulises de Joyce, La montaña mágica de Mann o Viaje al fin de la noche de Céline. Representa un avance técnico importante en la novela contemporánea, en cuanto a narración, construcción de personajes y posicionamiento de temas e identidades universales. Se le ha considerado en ocasiones como una obra política de orientación anarquista, como una obra filosófica existencialista y otra serie de tópicos que parecen quedarle cortos. Los existencialistas le rinden homenaje y la toman por puntal de inicio de su movimiento; así, por ejemplo, La peste de Albert Camus es un homenaje oblicuo a la novela de Kafka.

### En alemán
- Kafka, Franz, Der prozess: Roman Frankfurt am Main: Fischer Taschenbuch Verlag, 1989.
- Kafka, Franz, Der prozess: Roman Frankfurt am Main: Fischer Bücherei, 1960.
- Kafka, Franz, Der prozess : Roman : in der Fassung der Handschrift. Frankfurt am Main: S. Fischer, 1999.

### En francés
- Kafka, Franz, Le procès Paris: Flammarion, 1983.
- Kafka, Franz, Le procès/ Franz Kafka; traduction nouvelle et présentation de Georges-Arthur Goldschmidt Paris: Pocket jeunesse, 2005.

### En inglés
- Kafka, Franz, The trial; a new translation, based on the restored text; translated and with a preface by Breon Mitchell New York: Schocken Books, 1998.

### En español
A fecha de 2012 existían unas diecinueve traducciones al castellano de la obra. La primera, a cargo de Vicente Mendivil, fue publicada en 1939.

## En el cine y el teatro de ópera
El proceso se ha llevado varias veces al cine y al teatro, al igual que otras obras de Kafka. Acaso la versión más conocida de El Proceso (1962) es la de Orson Welles, que se permitió la libertad de añadir un final distinto a la trama.
- El proceso (Le procès, 1962). Guion y dirección: Orson Welles. Intérpretes: Anthony Perkins, Jeanne Moreau, Romy Schneider, Elsa Martinelli, Suzanne Flon, Orson Welles, Akim Tamiroff.[2]

- "El proceso de Franz Kafka" ("The Trial"). 1993. Guion: Harold Pinter. Dirección: David Hugh Jones. Intérpretes: Kyle MacLachlan, Anthony Hopkins, Jason Robards, Juliet Stevenson, Polly Walker, Alfred Molina, David Thewlis, Michael Kitchen.

El compositor austríaco Gottfried von Einem escribió la ópera homónima.
El compositor argentino Domingo Salvador Calabró (1910-1979) compuso la ópera EL PROCESO, en dos actos, sin estrenar. (ca.1976).